# تاکادا ماتابی
تاکادا ماتابی (به ژاپنی: 高田 吉次 Takada Matabei) (۱۵۹۰–۴ مارس، ۱۶۷۱) یک شمشیرزن در خدمت خاندان اوگاساوارا در طول دوره ادو (قرن ۱۷) در ژاپن بود. ماتابی به مهارت در هنر استفاده از نیزه مشهور بود.